# فيليبو باندينيلي
فيليبو باندينيلي (بالإيطالية: Filippo Bandinelli)‏ (29 مارس 1995 بفلورنسا في إيطاليا - ) هو لاعب كرة قدم إيطالي في مركز الوسط.

## وصلات خارجية
- فيليبو باندينيلي على موقع قاعدة بيانات كرة القدم.إي يو (الإنجليزية)
- فيليبو باندينيلي على موقع بيانات كرة القدم. دي إي (الألمانية)
- فيليبو باندينيلي على موقع ليكيب (الفرنسية)
- فيليبو باندينيلي على موقع Soccerbase.com (لاعب) (الإنجليزية)
- فيليبو باندينيلي على موقع Soccerway.com (الإنجليزية)
- فيليبو باندينيلي على موقع عالم كرة القدم.نت (الإنجليزية)